# 502-es főút (Magyarország)
Az 502-es főút egy bő 6 kilométer hosszú, három számjegyű elsőrendű főút Csongrád-Csanád vármegye területén, Szeged tehermentesítését szolgálja a tranzitforgalom alól.

## Nyomvonala
Az 5-ös főútból ágazik ki, annak a 174+850-es kilométerszelvényénél lévő körforgalomból, Szeged Szentmihály városrészétől északra, de külterületen, észak felé. 2,2 kilométer után egy újabb körforgalmú csomópontban keresztezi az 55-ös főutat, amely ott Szegedtől Baja felé 4,4 kilométer megtételén van túl. 4,6 kilométer megtétele után újabb körforgalmon halad át, ott az 5408-as utat keresztezi, Kiskundorozsma lakott területének keleti szélén. E körforgalmat elhagyva északkeleti irányba fordul, nagyjából 5,5 kilométer után felüljárón áthalad a Cegléd–Szeged-vasútvonal vágányai felett, majd nem sokkal ezt követően véget is ér, visszatorkollva az 5-ös főútba, annak a 164. kilométere közelében, Iparváros városrész északi peremvidékén.
Teljes hossza, az országos közutak térképes nyilvántartását szolgáló kira.gov.hu adatbázisa szerint 6,076 kilométer.

## Története
2010 decemberében készült el, hivatalos átadására 2011 áprilisában került sor.
A 1595/2023. (XII. 21.) Korm. határozat a Szeged Ipari Park közcélú infrastrukturális fejlesztésének támogatásáról és a szükséges források biztosításáról 46 milliárd forintot biztosított a Szeged Ipari Park közúti közlekedési kapcsolatainak és egyéb infrastruktúrájának fejlesztésére a BYD szegedi autógyárának létesítéséhez kapcsolódóan. Ez tartalmazza többek között az 502-es főút 2×2 sávos meghosszabbítását a 4519-es útig új nyomvonalon, párhuzamos kerékpárúttal és járdával, közvilágítással, a tervezést kiviteli tervvel bezárólag. A tervezést a Magyar Közút közbeszerzésén 2024 augusztusában a Speciálterv nyerte el.